# Cephalodella ventripes
Cephalodella ventripes är en hjuldjursart som först beskrevs av Dixon-Nuttall 1901.  Cephalodella ventripes ingår i släktet Cephalodella och familjen Notommatidae. Arten är reproducerande i Sverige. Inga underarter finns listade i Catalogue of Life.